# エル・バヤード
エル・バヤード（アラビア語: البيض、El Bayadh）はアルジェリアの基礎自治体である。エル・バヤード県の県都である。フランス領アルジェリア時代にはジェリーヴィル（Géryville）として知られていた。

## 地理

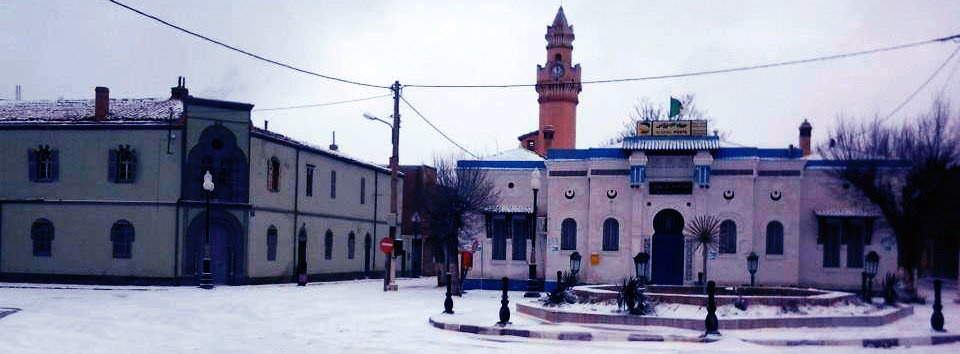
雪の中のダウンタウン

- アトラス山脈
  - サハラアトラス山脈（英語版）
    - アモール山脈（英語版、フランス語版）

## 交通

### 空港
- エル・バヤード空港（英語版）